# Communauté de communes Avre Luce Moreuil
La communauté de communes Avre Luce Moreuil (CCALM)  est une ancienne communauté de communes française, située dans le département de la Somme et la région administrative Hauts-de-France.
Elle fusionne le 1er janvier 2017 avec la communauté de communes du Val de Noye pour former la  communauté de communes Avre Luce Noye.

## Historique
L'intercommunalité a été créée sous le nom de communauté de communes du canton de Moreuil par un arrêté préfectoral du 4 décembre 1992. Elle est renommée communauté de communes Avre Luce Moreuil par arrêté du 6 mai 1996.
Dans le cadre des dispositions de la loi portant nouvelle organisation territoriale de la République du 7 août 2015, qui prévoit que les établissements publics de coopération intercommunale (EPCI) à fiscalité propre doivent avoir un minimum de 15 000 habitants, la préfète de la Somme propose en octobre 2015 un projet de nouveau schéma départemental de coopération intercommunale (SDCI) qui prévoit la réduction de 28 à 16 du nombre des intercommunalités à fiscalité propre du Département. 
Après des hypothèses de regroupement des communautés de communes du Grand Roye (CCGR), du canton de Montdidier (CCCM), du Santerre et d’Avre, Luce et Moreuil, la préfète dévoile en octobre 2015 son projet qui prévoit la « des communautés de communes d’Avre Luce Moreuil et du Val de Noye  », le nouvel ensemble de 22 440 habitants regroupant 49 communes,. À la suite de l'avis favorable des intercommunalités de la commission départementale de coopération intercommunale en janvier 2016, la préfecture sollicite l'avis formel des conseils municipaux et communautaires concernés en vue de la mise en œuvre de la fusion le 1er janvier 2017.
Néanmoins, la mise en œuvre de la fusion est rendue plus complexe par les inquiétudes que fait courir le rapport de la chambre régionale des comptes qui critique la gestion passée de la CCALM,.
La communauté de communes Avre Luce Noye est néanmoins créée, après consultation des conseils communautaires et municipaux concernés,par un arrêté préfectoral du 22 décembre 2016, qui prend effet le 1er janvier 2017.

## Territoire communautaire

### Composition
Cette communauté de communes était composée en 2016 des 23 communes suivantes :
| Nom                       | Code Insee | Gentilé       | Superficie (km2) | Population (dernière pop. légale) | Densité (hab./km2) |
| ------------------------- | ---------- | ------------- | ---------------- | --------------------------------- | ------------------ |
| Moreuil (siège)           | 80570      | Moreuillois   | 23,43            | 4 026 (2014)                      | 172                |
| Arvillers                 | 80031      |               | 12,68            | 790 (2014)                        | 62                 |
| Aubercourt                | 80035      | Aubercourtois | 3,80             | 91 (2014)                         | 24                 |
| Beaucourt-en-Santerre     | 80064      |               | 5,95             | 187 (2014)                        | 31                 |
| Berteaucourt-lès-Thennes  | 80094      |               | 2,62             | 442 (2014)                        | 169                |
| Braches                   | 80132      |               | 7,21             | 242 (2014)                        | 34                 |
| Cayeux-en-Santerre        | 80181      | Cayolais      | 5,44             | 114 (2014)                        | 21                 |
| Contoire                  | 80209      |               | 7,14             | 445 (2014)                        | 62                 |
| Démuin                    | 80237      | Démuinois     | 11,23            | 471 (2014)                        | 42                 |
| Domart-sur-la-Luce        | 80242      | Domédardiens  | 8,59             | 438 (2014)                        | 51                 |
| Fresnoy-en-Chaussée       | 80358      | Fraxiniens    | 3,80             | 144 (2014)                        | 38                 |
| Hailles                   | 80405      | Haillois      | 5,07             | 424 (2014)                        | 84                 |
| Hangard                   | 80414      |               | 6,34             | 122 (2014)                        | 19                 |
| Hangest-en-Santerre       | 80415      | Hangestois    | 15,08            | 1 024 (2014)                      | 68                 |
| Ignaucourt                | 80449      | Ignaucourtois | 4,19             | 84 (2014)                         | 20                 |
| La Neuville-Sire-Bernard  | 80595      |               | 4,18             | 274 (2014)                        | 66                 |
| Le Plessier-Rozainvillers | 80628      |               | 10,17            | 738 (2014)                        | 73                 |
| Le Quesnel                | 80652      | Quesnellais   | 11,38            | 792 (2014)                        | 70                 |
| Mézières-en-Santerre      | 80545      |               | 10,71            | 560 (2014)                        | 52                 |
| Morisel                   | 80571      |               | 6,43             | 509 (2014)                        | 79                 |
| Pierrepont-sur-Avre       | 80625      | Pétripontains | 4,30             | 646 (2014)                        | 150                |
| Thennes                   | 80751      |               | 8,00             | 478 (2014)                        | 60                 |
| Villers-aux-Érables       | 80797      | Acervillerois | 4,34             | 122 (2014)                        | 28                 |

### Démographie
| 1968   | 1975   | 1982   | 1990   | 1999   | 2008   | 2014   |
| ------ | ------ | ------ | ------ | ------ | ------ | ------ |
| 10 003 | 10 088 | 10 496 | 10 999 | 11 515 | 12 613 | 13 163 |

## Organisation

### Siège
Le siège de l'intercommunalité était à Moreuil, 144, rue du Cardinal Mercier.

### Élus
La communauté de communes était administrée par son Conseil communautaire, composé pour la mandature 2014-2016 de 43 conseillers municipaux représentant chacune des communes membres, en fonction de leur population, soit :

- 12 délégués pour Moreuil ;

- 3 délégués pour Hanguest-en-Santerre ;

- 2 délégués pour Arvillers, Démuin, Le Plessis-Rozainvillers, Le Quesnel, Mézierre-en-Santerre, Morisel et Pierrepont-sur-Avre ; 

- 1 délégué pour chacun des autres villages, tous de moins de 500 habitants.
Le conseil communautaire du 17 avril 2014 a réélu son président, Pierre Boulanger, conseiller général-maire de Moreuil,  et élu ses huit vice-présidents, qui étaient : 
1. Dominique Lamotte, élu de Moreuil, chargé de l’administration générale, la gendarmerie et le gymnase ;
2. Alain Dovergne, maire de Démuin, chargé de l’aménagement de l’espace ;
3. Patrick Jubert, premier maire-adjoint d’Hangest ;
4. Yves Cottard, maire d'Arvillers, chargé de l’environnement ;
5. Bernard Daigny, ancien maire du Plessier-Rozainvillers, chargé de la voirie ;
6. Marie-Gabrielle Hall, élue de Moreuil, chargée des activités socioculturelles et sportives ;
7. Michel Chirat, maire de Pierrepont-sur-Avre, chargé de la communication
8. Philippe Marotte, maire de Thennes, chargé de l’action sociale[14].

Le bureau de l'intercommunalité pour la mandature 2014-2016 était constitué du président, des vice-présidents et de 
- Hubert Capelle (maire de Beaucourt-en-Santerre), Philippe Vermersch (maire de Cayeux-en-Santerre) et Gilbert Bertrand (maire d'Aubercourt), élus de villages de moins de 250 habitants ;

- Alain Pottier (maire de Hailles) et Frédéric Binet (maire de Domart-sur-la-Luce), élus de villages compris entre 250 et 500 habitants ;

- Isabelle Wu (maire du Quesnel), Hervé François (maire de Mézières-en-Santerre) et Michel Van de Velde (maire de Morisel), élus de communes comprises entre 500 et 750 habitants ;

- Jacques Hennebert et Julia Bertoux, élus de communes de plus de 750 habitants.

### Liste des présidents
| Période                                  | Période | Identité         | Étiquette | Qualité |
| ---------------------------------------- | ------- | ---------------- | --------- | --- |
| Les données manquantes sont à compléter. |         |                  |           | |
| 2001                                     | 2016    | Pierre Boulanger | DVD       | Médecin Maire de Moreuil (1992 → ) Conseiller général puis départemental de Moreuil (1994 → ) Président de la CC Avre Luce Noye (2017 → 2019) |

### Compétences
L'intercommunalité exerçait les compétences qui lui avaient été transférées par les communes membres, dans les conditions fixées par le code général des collectivités territoriales.

### Régime fiscale et budget
La Communauté de communes était un établissement public de coopération intercommunale à fiscalité propre.
Afin d'assurer ses compétences, la communauté de communes percevait une fiscalité additionnelle aux impôts locaux perçus par les communes, avec une fiscalité professionnelle de zone et sans fiscalité professionnelle sur les éoliennes.
Les taux intercommunaux étaient en 2014, année où ils ont été accrus de 10 %, de :

- 6,89 % pour la taxe d'habitation ;

- 5,44 % pour la taxe sur le foncier bâti et 9,54 % pour celle sur le foncier non-bâti ;

- 5,86 % pour la cotisation foncière des entreprises ;

Cette même année, la taxe d'enlèvement des ordures ménagères a été maintenue à 12,45 %.